# Hrvati s Moravskog polja
Hrvati s Moravskog polja (njem. Marchfeldkroaten), bili su skupina ljudi koji su živjeli u Moravskom polju (njem. Marchfeld ) u Donjoj Austriji. Korijeni im sežu iz doba Prve opsade Beča iz 1529. godine, s kojom međutim nije nužno uzročno povezana.
Do prije 50 godina[50 godina od kad?] bilo još nekoliko stanovnika koji su govorili hrvatski jezik. Danas su svi asimilirani. Jedino povećan broj hrvatskih prezimena pokazuje prethodno postojanje hrvatskog stanovništva na tom području.
Najviše Hrvata nalazilo se je u Moravskom polju, a pojedinačne skupine nalazile su se u naseljima preko rijeke Morava (Češka) sve do Slovačke i na sjeveru do Moravske.

## Doseljavanje
Kada su točno hrvatska naselja osnovana nije potpuno poznato. Vjerojatno su se doseljavali u manjim skupinama i proširivali naselja u razdoblju od nekoliko desetljeća . Podrijetlo Hrvata koji su se tu naselili vjerojatno je s rijeke Une, iz Velike Kladuše i iz Slunja. Najstariji postojeći dokument koji prikazuje dopuštenje doseljavanja Hrvata u današnju Donju Austriju je iz 1524. godine.
Budući da su hrvatski doseljenici bili uglavnom poljoprivrednici, izbjegavali su se naseljavati u okolnim gradovima, kao što su Marchegg ili Gänserndorf.
Dok su se u Gradišću Hrvati naseljavali u prazne sela, u Moravskom polju su se Hrvati naseljavali u postojeća mjesta tvoreći manju ili veću manjinu. Zato je asimilacija stanovništva tekla brže. Naselja nisu nazvana hrvatskim nazivima. Samo je njemački naziv prilagođen narječju hrvatskog jezika. Primjeri su Bratisej za Breitensee ili Praštiena za Breitstetten.
Etnička većina u raznim mjestima razvjala se je različito. Dok su u Wittauu već 1550. godine spomenuti prvi Hrvati, ta manjina je nestala brzo. U Eckartsauu 1605. godine nije bilo Hrvata, a već 1666. godine činili su većinu.
Nije jasno je li je taj razvitak bio posljedica različitih stopa nataliteta ili različitih migracijskih valova. I preseljenja iz jednog mjesta na drugo ne može se isključiti.
Moguće je i da su se Hrvati odselili natrag u svoja stara mjesta, tako da su cijela sela kao Helma kod Deutsch Wagrama, već 1558. prestala postojati.
Utjecaj Hrvata u Moravskom polju povremeno je bio toliko jak, da su čak i djeca u njemačkim obiteljima imenovani hrvatskim imenima. Taj utjecaj se također osjetio u hrvatskim naseljima na slovačkom strani.

## Asimilacija
Zboga rasta hrvatske manjine več tijekom 16. stoljeća rastao je otpor među Austrijancima. Pokušavalo se Hrvatima uskratiti pristup funkicjama da postanu suci ili druge funkcije. Hrvati su svoj nacionalni identitet i pogotovo svoj jezik u Moravskom polju zadržali sve do druge polovice 19. stoljeća. Tijekom sljedećih 50 godina ta etnička skupina je nestala gotovo u potpunosti. Alois Vojtěch Šembera 1844. godine navodi ukupno 6171 Hrvata u 25 naselja, a 1847. godine Georg Gyurikovits navodi ukupno 5000 Hrvata u tome dijelu Austrije. Deset godina kasnije po Czoernigu bilo ih je oko 6460.
U svojoj je knjizi Georg Gyurikovits utvrdio kako 1847. godine više nema stanovnika koji govori hrvatski jezik, dok ih je bilo mnoštvo prije 50 godina. Pod Josipom II. Hrvati su bili prisliljeni pričati njemačkim jezikom. In diese Zeit fällt auch die vermehrte Gründung deutscher Volksschulen, sodass auch von dieser Seite der Assimilierungsdruck sehr hoch war.
Iz tog razloga su Hrvati govorili oba jezika, iako su sela Zwerndorf, Markthof, Breitensee i Loimersdorf bili čista hrvatska. Slavko Horvat je 1878. godine pisao da u Engelhartstettenu i Loimersdorfu žive Hrvati.

### Nekadašnja hrvatska mjesta
Sljedeća mjesta u znanosti su označena kao bivša hrvatska naselja:
- Andlersdorf (hrv. naziv: Rozvrtnjak; isto i Stjevo)[7]
- Breitensee (Gemeinde Marchegg) (hrv. naziv: Bratštatin; isto i: Praštiena)[7]
- Eckartsau (hrv. naziv: Katzer; isto i Katse,[7] Krcej)[8] Današnja velika općina Krcej (nje. Eckarstau) nastala je spajanjem općina Krceja i Čistrofa[8](nje. Witzelsdorf) te triju seoskih općina Guštatina (nje. Kopfstetten),[8] Frame (nje. Pframa)[8] i Hrvatskog Ogruna (nje. Wagram an der Donau).[8]
- Engelhartstetten (hrv. naziv: Poturna)[7]
- Fuchsenbigl (hrv. naziv: Fukšpil)[7]
- Haringsee (hrv. naziv: Horisej)[7]
- Loimersdorf  (hrv. naziv: Limištrof)[7]
- Mannsdorf an der Donau (hrv. naziv: Selce; isto i: Maštrof)[7]
- Orth an der Donau (hrv. naziv: Šari Grad)[7]
- Pframa (hrv. naziv: Frama)[7][8]
- Straudorf (hrv. naziv: Šarica)[7]
- Wagram an der Donau (hrv. naziv: Ogrun)[7]
- Zwerndorf (hrv. naziv: Cvendrof)[7]

## Vanjske poveznice
- Hrvati.at  Arhivirana inačica izvorne stranice od 19. veljače 2021. (Wayback Machine)
- hrvatskicentar.at  Arhivirana inačica izvorne stranice od 15. veljače 2010. (Wayback Machine)
- Značajni Hrvati